# Ruokojärvi (sjö i Finland, Egentliga Tavastland)
Ruokojärvi är en sjö i Finland. Den ligger i kommunen Tavastehus i landskapet Egentliga Tavastland, i den södra delen av landet, 90 km nordväst om huvudstaden Helsingfors. Ruokojärvi ligger 117,1 meter över havet. I omgivningarna runt Ruokojärvi växer i huvudsak blandskog. Arean är 76,5 hektar och strandlinjen är 4,66 kilometer lång. Sjön  ingår i Kumo älvs huvudavrinningsområde. 